# Ruschia valida
Ruschia valida är en isörtsväxtart som beskrevs av Schwant. Ruschia valida ingår i släktet Ruschia och familjen isörtsväxter. Inga underarter finns listade i Catalogue of Life.